# Charles A. Voight
Charles A. Voight (1887-1947) est un auteur de bande dessinée américain, créateur du comic strip Betty, publié le dimanche dans The New York Herald de 1920 à 1943.

## Betty

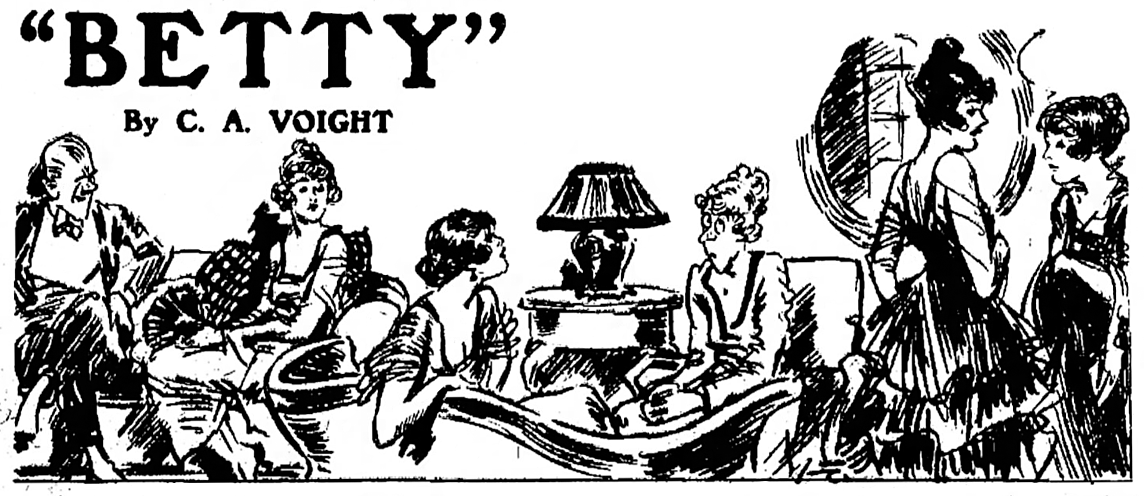
Case de Betty publiée dans The Billings Gazette.

Voight est surtout connu pour son sunday strip Betty lancé dans le New York Herald le 4 avril 1920 et diffusé par le syndicate de ce journal jusqu'en 1943.
Betty est une jeune femme de la haute société toujours vêtue des robes les plus chic du moment ; courtisée par une myriade d'hommes, elle finit par choisir le quelconque mais fidèle Lester DePester.
Dans les années 1930, Voight introduit un peu d'action dans sa série, qui apparaît cependant datée, et en 1943 le Herald-Tribune la remplace par Penny de Harry Haenigsen (en).